# Consejo de Ministros de Honduras de 1873
El Consejo de Ministros de Honduras de 1873 Fue el encargado de gestionar la administración del Estado de Honduras entre el mes de junio de 1873, en rebeldía al no aceptar las gestiones del General Juan Antonio Medina Orellana, “Medinita” y también por las presiones de los gobiernos de Guatemala y El Salvador aliados contra Céleo Arias. 

## Ministros que lo integraban
- Ministro Licenciado Manuel Colindres Gradiz, y
- Ministro Licenciado Rafael Padilla.

El General Ponciano Leiva Madrid fue elegido por la Asamblea como Presidente Constitucional, con las ayudas de los gobiernos de Guatemala y El Salvador.